# Palomar 13
Palomar 13 ist ein Kugelsternhaufen 84.800 Lichtjahre entfernt im Sternbild Pegasus. Der Kugelsternhaufen wurde im Jahr 1953 von dem Astronomen Albert George Wilson entdeckt.